# Relaciones Belice-Colombia
Las relaciones entre Belice y la República de Colombia se iniciaron el 15 de febrero de 1982, menos de un año después de la independencia del primero del Reino Unido. Pero anterior a eso, Colombia ya había suscrito tratados con el país europeo, en 1888 suscribieron un tratado de extradición. En 1866 y en 1980 intercambiaron para fomentar las relaciones de amistad, comercio y navegación.

## Agenda
Belice hace parte de los proyectos de cooperación dentro del marco de la Estrategia de Cooperación con la Cuenca del Caribe. Dentro de este proyecto, Belice ha recibido cooperación en diversos aspectos, tales como:
- Función pública: Colombia ha formado en diversos aspecto de la función pública, entre ellos cabe destacar la gestión de la calidad, auditorías, servicios públicos de acueducto, alcantarillado y saneamiento básico (gestión y tarifas), servicio al ciudadano.
- Seguridad: Colombia ha capacitado a las fueras armadas de Belice en interdicción marítima y aérea para la lucha contra el narcotráfico, control de sustancia en puertos y aeropuertos, defensa aérea, lavado de activos, prevención de violencia, inteligencia criminal, transparencia policial, oferta de droga.
- Seguridad social: Los campos en los que Belice ha recibido ayuda son: pago de subsidios, reducción de la pobreza.
- Desarrollo: La Banca del segundo piso, el desarrollo tecnológico e innovación, las pequeñas y medianas empresas, el emprendimiento y los modelos sostenibles de producción son las árean en que Belice ha obtenido asesoría técnica por parte de Colombia.

Por otro lado, Colombia ayuda a la mayoría de los países de Centroamérica, junto con México a través del Proyecto Mesoamérica. Belice se ha visto favorecido gracias a los proyectos de infraestructura, turismo y medioambiente.

### Diferendo con Guatemala
En la reunión de 2012 entre los Cancilleres de Colombia y Guatemala, el país andino felicitó a los gobiernos de Belice y Guatemala por llevar a consular popular dicho diferendo. Con esto se demuestra que Colombia aplaude las soluciones pacíficas de controversias y evita tomar un bando en este conflicto.

### Narcotráfico
En 2011 Belice entra a la lista negra de Estados Unidos en cuanto al narcotráfico, debido a su ubicación lo convierte en un corredor para el transporte de la droga a Estados Unidos y al Caribe insular. Por tanto, Belice, al igual que Colombia, han fortalecido sus lazos en la lucha contra el problema de las drogas a través de foros multilaterales, el principal es la OEA.

## Diplomacia
En 2002 Colombia decidió cerrar su embajada en Belice, por lo cual, todos los asuntos diplomático de Colombia al país centroamericano son tratados a través de la oficina diplomática en San Salvador, del mismo modo, Belice acreditó su embajador en la Ciudad de México ante el gobierno colombiano.
En cuanto a los asuntos consulares, el Consulado General de Belice en la Ciudad de México se encarga de atender a los ciudadanos colombianos, de igual forma, el Consulado de Colombia en la ciudad de Guatemala es quien hace las funciones consulares para Belice.

### Visa
La relación de visas (turismo/visita) entre Belice y Colombia:
- Los beliceños no deberán acceder a una visa de turista para ingresar a Colombia por estadías menores a 90 días.[9]
- Los colombianos no deberán acceder a una visa de turista para ingresar a Belice por estadías menores a 90 días.[10]

Antes de diciembre de 2014 los colombianos debían tramitar una visa de turista para visitar al país centroamericano.

## Comercio
En 1994 la CARICOM y Colombia firmaron un tratado de libre comercio que tenía como objetivos promover el comercio y la inversión, la cooperación y la creación de joint ventures.
El principal rubro de exportación del país caribeño al país andino son los productos químicos, mientras que la balanza comercial positiva de Colombia se debe a sus exportaciones por combustibles minerales.
| País     | Exportaciones ($USD) | Porcentaje (exportaciones) | Porcentaje (importaciones) | Porcentaje (total) | Productos                                                                                                  |
| -------- | -------------------- | -------------------------- | -------------------------- | ------------------ | --- |
| Belice   | $169.620             | 0,00249%                   | 0,20559%                   | 0,14336%           | productos químicos, juguetes, productos de madera, calderas, productos de plástico, aparatos eléctricos.   |
| Colombia | $1.800.903           | 0,00306%                   | 0,00029%                   | 0,00167%           | productos químicos, productos farmacéuticos, calderas, alimentos, cerámicas, productos químicos orgánicos. |

FUENTE: Trade Map